# Condado de Kętrzyn
Nota linguística: Não confundir hrabstwo (condado) com powiat (divisão administrativa)..
Kętrzyn (polaco: powiat kętrzyński) é um powiat (condado) da Polónia, na voivodia de Vármia-Masúria. A sede é a cidade de Kętrzyn. Estende-se por uma área de 1212,97 km², com 66 784 habitantes, segundo os censos de 2005, com uma densidade 55,06 hab/km².

## Divisões admistrativas
O condado possui:
Comunas urbanas: Kętrzyn
Comunas urbana-rurais: Korsze, Reszel
Comunas rurais: Barciany, Kętrzyn, Srokowo
Cidades: Kętrzyn, Korsze, Reszel

## Demografia
População (dados de 30 de Junho de 2005):
|          | Total   | Total | Mulheres | Mulheres | Homens  | Homens |
| -------- | ------- | ----- | -------- | -------- | ------- | ------ |
|          | pessoas | %     | pessoas  | %        | pessoas | %      |
| Total    | 66 784  | 100   | 34 089   | 51       | 32 695  | 49     |
| Cidades  | 38 159  | 100   | 19 953   | 52,3     | 18 206  | 47,7   |
| Povoados | 28 625  | 100   | 14 136   | 49,4     | 14 489  | 50,6   |